# Tigranes (noble persa)
Tigranes Τιγράνης fou un noble persa de la família dels aquemènides que va dirigir les tropes dels medes a l'exèrcit de Xerxes I de Pèrsia que van envair Grècia el 480 aC.
Després de la derrota a Salamina, Tigranes fou nomenat comandant d'un exèrcit de seixanta mil homes destinat a garantir el domini persa a Jònia. L'esmenta Heròdot. (Herodotus, 7.62, 9.96-Z2.)